# Pterotes dembowskii
Pterotes dembowskii är en fjärilsart som beskrevs av Alfred Ernest Wileman 1911. Pterotes dembowskii ingår i släktet Pterotes och familjen tandspinnare. Inga underarter finns listade.